# Reinald Rickert
Reinald Rickert OSB (* 2. Februar 1955 in Bad Godesberg, Nordrhein-Westfalen) ist ein überregional bekannter Benediktinermönch und Tierwirtschaftsmeister (Fachbereich Rinderhaltung) der Abtei Königsmünster in Meschede, der durch seine Ansichten zur Ethik der Lebensmittel, insbesondere zu Fleischkonsum und christlichem Glauben, und als Autor bekannt wurde.

## Leben
Rickert studierte ab 1976 Theologie und erhielt die katholische Priesterweihe. 1981 kam er nach Meschede und seit 1985 war er Tierwirtschaftsmeister der Abtei Königsmünster. Der Beiname Putenpater ergab sich aus seinem Engagement für die jährlich qualitativ hochgeschätzte Putenzucht der Abtei Königsmünster sowie aus seinen  provokanten und offenen Worte zum Fleischkonsum. Rickert sieht sich in Kontrast zu einer veganen Lebensweise und wendet sich gegen die, wie er sagt Vermenschlichung des Tieres. Er beruft sich hierbei auf zahlreiche Bibelzitate:
- Genesis 9,3: „Alles was sich regt und lebt, das sei eure Speise.“
- Apostelgeschichte des Lukas Apg 10,13 „allerlei vierfüßige und kriechende Tiere der Erde und Vögel des Himmels. Und es geschah eine Stimme zu ihm: Steh auf, Petrus, schlachte und iss!“
- Paulus in 1. Kor 10,25: „Alles, was auf dem Fleischmarkt verkauft wird, das esst, und forscht nicht nach, damit ihr das Gewissen nicht beschwert.“
- Paulus (Römer 14,2–3:) „Wer aber schwach ist, der isst kein Fleisch.“

P. Reinald Rickert OSB ist seit dem 1. November 2010 hauptamtlicher Seelsorger im pastoralen Raum Meschede-Bestwig.

## Bekannte Aphorismen
- Jesus war kein Vegetarier
- Tiere haben keine intellektuellen Schwierigkeiten mit dem Sterben
- Wir leben auf Kosten des Anderen
- Einem Tier entgeht die tiefe Angst, die den Menschen im Anblick seiner Endlichkeit befällt
- Sollen die Kühe später etwa ins Altersheim?
- Für viele unserer Kunden hat ein Stück Wurst oder Fleisch aus dem Kloster eine größere religiöse Ausstrahlung als eine langweilige Predigt
- Aus dem Stall auf die Gabel

## Werke
- Erfrischungen. Ein Mönch erzählt. Vier Tuerme, 2000, ISBN 3878684142
- Kostbarkeiten. Buch- und Kunsthandlung der Abtei Königsmünster, 2002
- Gemeinsam mit Anselm Grün: Kieselsteine. Benediktinischer Alltag. Vier Tuerme, 1988
- Überleben 2005. Buch- und Kunsthandlung der Abtei Königsmünster, 2005